# سیارک ۳۸۵۴۱
سیارک ۳۸۵۴۱ (به انگلیسی: 38541 Rustichelli، نامگذاری:1999VT6) سی و هشت هزار و پانصد و چهل و یکمین سیارک کشف شده‌است که در ۷ نوامبر ۱۹۹۹ کشف شد.